# 尼姆奧林匹克
尼姆奥林匹克（Nîmes Olympique），簡稱尼姆，是法国尼姆市的一个足球俱乐部，成立于1937年。现在参加法國全國聯賽。